# Richard de la Pole
Richard de la Pole (vers 1480, Angleterre – 24 février 1525, Pavie, duché de Milan) fut un prétendant de la maison d'York à la couronne d’Angleterre lors de la Guerre des Deux-Roses. Il était surnommé Suffolk, dit Blanche Rose.

## Famille
Richard de la Pole est le cinquième fils de John de la Pole, 2e duc de Suffolk, et Élisabeth d’York. Elle était la fille de Richard Plantagenêt, 3e duc d'York et Cécile Neville et sœur d’Édouard IV d'Angleterre et Richard III d'Angleterre. Richard n'était point duc de Suffolk, le titre ayant été rendu à la mort d’Edmond de la Pole, son frère, mais se parait de ce titre au détriment de Charles Brandon, créé duc par Henri VIII en 1514.
Ses grands-parents paternels étaient William de la Pole, 1er duc de Suffolk et Alice Chaucer. Le premier duc de Suffolk fut un grand soldat et commanda pendant la guerre de Cent Ans puis fut Lord Chamberlain du royaume. Il apparaît dans la pièce Henri VI de Shakespeare. Alice Chaucer était la fille de Thomas Chaucer et Maud Burghersh. Thomas fut speaker de la Chambre des Communes par trois fois. Il était le fils Geoffrey Chaucer et de Philippa (de) Roet. 
Son frère aîné John de la Pole, comte de Lincoln (vers 1464-1487) avait été désigné héritier du trône d'Angleterre par son oncle maternel Richard III. Après avoir reconnu Henri VII d'Angleterre, John se joignit à la révolte de Lambert Simnel et fut tué à la bataille de Stoke en 1487.
Ses frères William et Edmond furent emprisonnés, et Edmond exécuté en 1513.

## Biographie
Richard, qui avait fui sur le continent avec Edmond en 1501, est autorisé à s’installer à Aix-la-Chapelle où il aurait servi d’otage aux créanciers de son frère. En 1506, Érard de La Marck, prince-évêque de Liège, obtient qu’il puisse quitter Aix et Richard va à la cour du roi de Hongrie, Vladislas IV de Bohême, qui lui octroie une pension car il était en effet un petit cousin de la reine Anne de Foix.
En 1510, il s’installe à Fribourg et se met au service du roi Louis XII,
En 1512, la mort de Gaston de Foix-Nemours, permet à Ferdinand le Catholique d’user un prétexte pour essayer de prendre en vertu des droits de sa femme Germaine héritant de son frère Gaston une partie de la Navarre. Les Français sous le commandement de François Orléans-Angoulème, assisté de La Palice se portent au secours de Jean III d’Albret, roi de Navarre. Richard à la tête de six mille lansquenets participe à l’expédition de reconquête et met le 3 novembre 1512 le siège devant Pampelune, prise le 25 juillet par les troupes espagnoles, mais en vain.
Avec ses troupes, il rejoint le roi qui s’est porté au secours de Thérouanne assiégée par les Anglais et participe à la bataille de Guinegatte (6 juin 1513). En 1514, il est nommé à la tête de 12 000 mercenaires allemands, officiellement prévus pour la défense de la Bretagne, mais en réalité se préparant à une invasion de l’Angleterre. Il les conduit à Saint-Malo, mais la paix signée à Tournai le 7 août 1514 arrêta le projet.
Henri VIII demanda dans les négociations de paix que Richard lui fut livré, ce que Louis XII refusa, mais il l’exile et sollicite Metz, alors ville libre de l’Empire, pour l’accueillir. Richard y arrive le 2 septembre 1514. Dès la mort de Louis XII, François Ier son ancien compagnon le fait mander avec Robert III de La Marck pour recruter autant de troupes que possible. 
En 1516, il rencontre à nouveau le roi à Lyon puis se rend en Italie pour une mission secrète. Le roi lui confiera d’autres missions : il visitera Venise et Milan en 1517, puis rencontrera le nouveau roi de Hongrie Louis de Bohême en 1519, pour défendre la candidature de François Ier à l'Empire.
À Metz, où il vivait somptueusement grâce aux pensions allouées par les rois de Hongrie et de France, il fut contacté par Pierre Alamire (en), le compositeur de musique germano-hollandais, espion au service d’Henri VIII.
En septembre 1519, il quitte Metz à la suite d'un scandale : il avait séduit la femme de Nicolas l’orfèvre, Sibile, et s’établit à Toul.
En 1521, il prend part avec ses lansquenets à la campagne de Picardie sous les ordres de Guise et Vendôme, puis il rejoint le roi, passe en Suisse pour recruter de nouveaux mercenaires et rejoint l’armée française devant Marseille, assiégée par les Impériaux. Il rejoint ensuite Pavie avec François de Lorraine, comte de Lambesc, et est tué durant la bataille en essayant de dégager le roi en danger. 
Charles III de Bourbon son adversaire, lui fit de splendides obsèques. Il fut inhumé dans la basilique San Pietro in Ciel d'Oro des Augustins de Pavie.
On lui attribue une fille naturelle, Marguerite de la Pole Suffolk, dame d'honneur de la reine de Navarre, qui épousa le 21 mai 1539 à Fontainebleau Siboud de Brenieu, co-seigneur de La Motte-de-Galaure en Dauphiné, juge de la terre d'Ay en 1543, écuyer de la reine de France Éléonore d'Autriche. Montesquieu est dans leur descendance (cf. l'article Roquefort).

## Armoiries
Ecartelé : aux 1 et 4 d'azur à la fasce d'or, acc. de trois têtes de léopard du même; aux 2 et 3 coupé de gueules sur argent, au lion d'or, brochant sur le coupé. C.: une tête de Sarasin, tortillée d'or et d'azur.

## Source
- (en) Cet article est partiellement ou en totalité issu de l’article de Wikipédia en anglais intitulé « Richard de la Pole » (voir la liste des auteurs).
- Dictionary of National Biography, 1885-1900, Volume 46 Pole, Richard de la (1896) by James Gairdner sur Wikisource